# Michael Gracey
Michael Gracey est un réalisateur et directeur d'effets visuels australien. Il est principalement connu pour son film musical-biographique : The Greatest Showman sortie en 2017 et qui s'avère être son premier long-métrage derrière la caméra, celui-ci a connu un franc succès aux États-Unis et en Europe.

## Biographie
Gracey travaille pendant deux ans dans l'animation et les effets visuels au studio Animal Logic de 1994 à 1996 en tant qu'animateur et compositeur d'effets visuels. Il fait ses débuts comme réalisateur en 2017 avec le film The Greatest Showman, dans lequel Hugh Jackman tient le rôle de Phineas Taylor Barnum,.
Gracey est également annoncé pour réaliser une adaptation du manga Naruto, un film biographique sur Elton John intitulé Rocketman, et une adaptation du roman Daughter of Smoke and Bone (en). En raison de désaccords avec Elton John à propos de Rocketman, il cède sa place à Dexter Fletcher. 
En 2024, Michael Gracey dévoile le film Better Man, un biopic musical sur Robbie Williams. Le film sort le 22 janvier 2025 en France.

## Filmographie

### Films
| Année | Film                 | Effets visuels | Réalisateur           | Notes                                                |
| ----- | -------------------- | -------------- | --------------------- | ---------------------------------------------------- |
| 1997  | Amy                  | Oui            |                       | Artiste numérique                                    |
| 2001  | CubbyHouse           | Oui            | Compositeur numérique |                                                      |
| 2002  | Double Vision        | Oui            |                       | Compositeur numérique                                |
| 2003  | Ned Kelly            | Oui            |                       | Compositeur numérique Superviseur des effets visuels |
| 2005  | The Magician (en)    | Oui            |                       | Superviseur des effets visuels                       |
| 2008  | The Square           |                |                       | Remerciements spéciaux                               |
| 2017  | The Greatest Showman |                | Oui                   |                                                      |
| 2024  | Better Man           |                | Oui                   |                                                      |

### Télévision
| Année | Film                           | Artiste d'effets visuels | Notes      |
| ----- | ------------------------------ | ------------------------ | ---------- |
| 1998  | The Genie from Down Under (en) | Oui                      | 6 épisodes |